# Еламанов, Абдирахим
Абдирахим Елеманов (каз. Әбдірахым Еламанов; 19.9.1916, аул Баян, Петропавловский уезд, Акмолинская область, Российская империя — 13.5.1970, Алма-Ата, КазССР, СССР) — советский казахский учёный, доктор сельскохозяйственных наук (1968), член-корреспондент АН Казахстана (1962). Министр сельского хозяйства КазССР (1962—1964).

## Биография
Родился 19 сентября 1916 года в ауле Баян Петропавловского уезда Акмолинской области (ныне — Жамбылский район Северо-Казахстанской области). Отец, Мухамедия, был муллой, подвергся репрессиям в 1930-е гг., погиб на острове Барсакелмес в ссылке. В семье остались мать, Малике, и двое детей — Абдирахим и его младший брат Танат.
В 1932 году поступил в Алматинский овцеводческий институт, но спустя два года вуз ликвидировали, а студентов перевели в Алма-Атинский зооветеринарный институт, который окончил в 1936 году.
После окончания института призван в армию, участник Великой Отечественной войны, став контрразведчиком группы СМЕРШ.
В 1946—1952 годах — научный сотрудник Сибирского научно-исследовательского института животноводства; в 1952—1960 годах сначала заместитель директора, а позже директор Казахского научно-исследовательского института животноводства.
В 1955—1956 и 1965—1970 годах — заместитель министра, а в 1962—1964 годах — министр сельского хозяйства КазССР.
В 1957—1961 годах — академик-секретарь Отделения животноводства Казахской академии сельскохозяйственных наук.
Награждён орденами Трудового Красного знамени и «Знак Почёта».
Скончался 13 мая 1970 года, похоронен на Центральном кладбище Алма-Аты.

## Научная деятельность
Основные научные труды посвящены выведению новых пород овец, развитию овцеводства в Казахстане. Один из создателей тонкошерстной забайкальской овцы (1956) и североказахской мериносной овцы (1976).
Некоторые работы:
- Овцеводство. — А., 1954.
- Овцеводство — вторая целина Казахстана. — Л., 1964.
- Бескарагайские мериносы. — Д., 1964.
- Насущные проблемы овцеводства Казахстана. — А., 1970.

## Семья
Был женат на Сафане Гарифовне с 1945 года, дочери Альмира (1946 г.р.) и Саида.